# Kontinuum
Kontinuum lehet bármi, ami nem hirtelen, hanem folyamatos változású. A fogalom használatos fizikai, matematikai, filozófiai, pszichológiai, játék-, zenei, vallási, kulturális értelemben egyaránt.

## Kontinuumok mechanikája
A kontinuumok mechanikája a tárgyat folyamatosnak tekinti, mely a saját határfelületein belüli teret teljesen kitölti, nem pontokként kezeli, bár atomokból áll, függetlenül a koordináta-rendszertől, melyben leírja.
A kontinuumok mechanikája a következő területekre oszlik:
- szilárd testek mechanikája:
  - rugalmas anyagok mechanikája
  - plasztikus anyagok mechanikája
- folyadékok mechanikája:
  - newtoni folyadékok mechanikája
  - nemnewtoni folyadékok mechanikája

## Megjegyzés
A Rheológia tudományága magában foglalja a plasztikus anyagok mechanikáját, és a nem newtoni anyagok mechanikáját. 
A folyadék alatt közeget értünk, mely lehet folyékony, vagy gáz halmazállapotú. A folyadék nem csak a saját határain belüli, hanem az edény terét is részben, vagy egészben kitölti. 
Newtoni folyadék: melyben a nyírófeszültség egyenesen arányos a nyírás síkjára merőleges sebesség gradienssel.

## Fordítás
- Ez a szócikk részben vagy egészben  a   Continuum című angol Wikipédia-szócikk fordításán alapul.  Az eredeti cikk szerkesztőit annak laptörténete sorolja fel. Ez a jelzés csupán a megfogalmazás eredetét és a szerzői jogokat jelzi, nem szolgál a cikkben szereplő információk forrásmegjelöléseként.
- Ez a szócikk részben vagy egészben  a   Continuum-mechanics című angol Wikipédia-szócikk fordításán alapul.  Az eredeti cikk szerkesztőit annak laptörténete sorolja fel. Ez a jelzés csupán a megfogalmazás eredetét és a szerzői jogokat jelzi, nem szolgál a cikkben szereplő információk forrásmegjelöléseként.